# Johan van Stratum
Johan van Stratum (Liessel, 15 april 1982) is een Nederlands bassist en songwriter in de metalmuziek.

## Carrière
Van Stratum is vooral bekend als bassist van de symfonische metalband Stream of Passion. Sinds 2016 is hij bassist bij de Nederlandse progressieve-metalband VUUR. Sinds 2021 verzorgt Van Stratum ook de baspartijen van liveshows van het Duitse Blind Guardian.

## Discografie

### Met Stream of Passion
- Embrace the Storm (2005)
- Live in the Real World (live, 2006)
- The Flame Within (2009)
- Darker Days (2011)
- A War of Our Own (2014)
- Memento (live, 2016)
- Beautiful Warrior (2023)

### Met VUUR
- In This Moment We Are Free - Cities (2017)

### Gastoptredens
- ReVamp: Wild Card (2013)
- The Gentle Storm: The Diary (2015)
- Ayreon: The Theater Equation (live, 2016)
- Ayreon: Ayreon Universe - The Best of Ayreon Live (live, 2018)
- Ayreon: Into the Electric Castle Live and Other Tales (live, 2020)